# Sakarya Tatankaları 2019
Questa voce raccoglie le informazioni riguardanti i Sakarya Tatankaları nelle competizioni ufficiali della stagione 2019.

## Roster
| Roster dei Sakarya Tatankaları (2019) |
| --- |
| Quarterback - Taner Kocabey - 9 Yusuf Emre Bilgi - 17 Bilguun Altankhuyag Running Back - Seyit Eren Canlı - 36 Muhammed Yıldırım Wide Receiver - Ömer Üncü - Tolga Tatlıcı - 3 Furkan Taşbaş - 11 Cem Doruk Gürsoy - 23 Erkan Gülsuyu - 34 Paşa Çankaya - 40 Alp Burak Çamlıer - 80 George Mihail Petre - 83 Amar Krnjić - 84 Ömer Saruhan - 85 Alican Buğday Offensive Linemen - 52 Tuğrul Okan Yıldırım - 65 Mehmet Akar - 67 Kaan Öztürk - 71 Yusuf İlhan - 74 Mehmet Can Akgül - 75 Yusuf Taşpınar - 77 Zafer Ceylan Defensive Linemen - İsmail Ürkmez - Bilal Sarıahmet - 60 Gökay Sarıçiçek - 62 Metin Sezgin - 66 Yusuf Can Bodur - 69 Mert Kuş - 70 Onur Furkan Şark - 73 Caner Civan Linebacker - Yiğit Başköy - 49 Mert Terzi - 50 Çağatay Erçulha - 52 Kemal Düzgün - 53 Gökhan Buluşan - 56 Mikail Bircan Defensive Back - Eray Kayrak CB - Ufuk Özelçe CB - 35 Utku Başer CB - 49 Kerem Keskin CB - 55 Ebubekir Gülen CB - 44 Ali Gündoğdu S Special Team Coaching staff Cenk Yavuz (HC/OC) · Deniz Okay (OL) · Anıl Zeybek (DC) · Ahmet Cemal Erümit (DL) · Kerem Saygılı (ST) |

## 1. Lig 2019

### Stagione regolare
| Istanbul 7 aprile 2019, ore 14:00 | Boğaziçi Sultans | 15 – 13 | Sakarya Tatankaları | Uçaksavar Stadi\| Arbitro: \| Karacık \| |
| Arbitro:                          | Karacık          |         |                     |                                          |

| Sakarya 21 aprile 2019 | Sakarya Tatankaları | 12 – 20 | Koç Rams | Sakarya Üni Besyo Stadi |

| Sakarya 5 maggio 2019 | Sakarya Tatankaları | 41 – 0 | Uludağ Timsahlar | Sakarya Üni Besyo Stadi |

| Ankara 12 maggio 2019 | Gazi Warriors | 23 – 21 | Sakarya Tatankaları |  |

| Istanbul 26 maggio 2019 | ITÜ Hornets | 51 – 23 | Sakarya Tatankaları | ITÜ Stadion |

| Eskişehir 1º giugno 2019 | Anadolu Rangers | 14 – 41 | Sakarya Tatankaları | Muttalip Spor Kompleksi |

| Sakarya 16 giugno 2019 | Sakarya Tatankaları | 6 – 19 | ODTÜ Falcons | Sakarya Üni Besyo Stadi |

## Statistiche di squadra
| Competizione      | %Vittorie | In casa | In casa | In casa | In casa | In casa | In casa | In trasferta | In trasferta | In trasferta | In trasferta | In trasferta | In trasferta | Totale | Totale | Totale | Totale | Totale | Totale |
| Competizione      | %Vittorie | G       | V       | N       | P       | Pf      | Ps      | G            | V            | N            | P            | Pf           | Ps           | G      | V      | N      | P      | Pf     | Ps     |
| ----------------- | --------- | ------- | ------- | ------- | ------- | ------- | ------- | ------------ | ------------ | ------------ | ------------ | ------------ | ------------ | ------ | ------ | ------ | ------ | ------ | ------ |
| Stagione regolare | .286      | 3       | 1       | 0       | 2       | 59      | 39      | 4            | 1            | 0            | 3            | 98           | 103          | 7      | 2      | 0      | 5      | 157    | 142    |
| Totale            | .286      | 3       | 1       | 0       | 2       | 59      | 39      | 4            | 1            | 0            | 3            | 98           | 103          | 7      | 2      | 0      | 5      | 157    | 142    |